# Pseudoharringia similis
Pseudoharringia similis is een raderdiertjessoort uit de familie Notommatidae. De wetenschappelijke naam van deze soort is voor het eerst geldig gepubliceerd in 1925 door Fadeev.